# 黑塔V 卡拉之狼
《卡拉之狼》（英語：Wolves of the Calla）是美國小說家史蒂芬金所寫的長篇奇幻小說黑塔系列中的第五集。台灣由皇冠出版社出版，分上下兩冊於2008年2月推出，簡體版則由人民文學出版社於2007年8月出版，英文原版早於2003年4月出版，當中相距近四年。此集的副標題為『抗拒』。
《卡拉之狼》曾於2004年提名軌跡獎「最佳奇幻小說」。

## 故事簡介
羅蘭與他的同伴離開的綠宮後，沿著光束之徑到一個叫布萊恩·史特吉斯卡拉的地方，在這個地方，大多數的女性都會生出雙胞胎，生出單胞胎才是異類，但他們並不享受生育雙胞胎，原因是血王每隔二十多年，就會從派出狼群到村落搜集雙胞胎的其中一個，被找去的孩童總有一天會回到卡拉，但回來的只是一個空殼，已經變成了一個弱智，只有身體會變得被平常人更高大，而且他們都失去了性能力，更嚴重的是，因為他們腦部受損，大多數都只有二三十歲的壽命。
共業們也在卡拉遇到了一名來自緬因州撒冷地的，他在紐約被下等人追捕，最後因自殺，被黑衣人藉黑十三（十三顆巫師的水晶球中，力量最強大的一個）帶到卡拉。
終有一天，村民不知從何時已經存在的報訊機械人安迪向村民預報狼群即將到來，其中一位村民不甘小孩被尋，於是召集村民到議事廳商討，村民大多抱消極態度，惟穿梭於世界之間的游牧民族預知到將會出現，並拯救他們的小孩。
羅蘭等人認為解決此事有助於更接近於是答應村民保護孩童，但另一方面，他們受到的黑十三的影響，位於1977年紐約，同樣與支撐著整個世界的玫瑰，即將受到破壞，世界亦因此有可能崩潰，因此他們必須同時保護玫瑰。結果成功保護了村民，但蘇姍娜卻帶著黑十三逃到紐約。

## 靈感
史蒂芬金曾公開說明過他的靈感來源是來自於約翰·史特吉斯的豪勇七蛟龍及塞吉歐·李昂尼的鏢客三部曲，及其他李昂尼、山姆畢京柏、霍華·霍克斯，而由於豪勇七蛟龍的靈感來自於黑澤明的七武士，所以七武士也間接的給了卡拉之狼靈感。
許多這本小說中的物品也都來自別的作品，狼群們拿的『光棒』被艾迪直接點出是星際大戰中的光劍，而傳訊機器人安迪的外型也很接近星際大戰中C-3PO。狼群們穿的綠色斗篷則是驚奇四超人中的末日博士的穿著。而他們使用的銀探子（sneetches）則來自《哈利波特》。（金探子，Golden Snitch）

## 獎項
2004年，本書在軌跡獎最佳奇幻小說類別得到第4名。

## 其他版本

台灣《卡拉之狼》-上 封面
台灣《卡拉之狼》-下 封面
中國《卡拉之狼》封面